# Úžice (Mělníki járás)
Úžice település Csehországban, a Mělníki járásban. Úžice Odolena Voda, Kozomín, Újezdec, Neratovice, Zlosyň, Postřižín, Veliká Ves, Dřínov, Chvatěruby és Chlumín településekkel határos. Lakosainak száma 1123 fő (2024. január 1.).

## Népesség
A település lakosságának változását az alábbi diagram mutatja:
| Lakosok száma | 766  | 851  | 1000 | 985  | 816  | 769  | 942  | 919  | 949  | 1123 |
|               | 1869 | 1890 | 1921 | 1950 | 1980 | 2001 | 2017 | 2019 | 2022 | 2024 |